# Enzo Braschi
Enzo Braschi (Genova, 27 aprile 1949) è un attore, comico e scrittore italiano.

## Biografia
Si laurea in filosofia all'Università degli Studi di Genova con Raimondo Luraghi; la tesi s'intitola La spiritualità dei Nativi americani delle grandi pianure.
Negli anni sessanta si avvicina al mondo dello spettacolo suonando nelle prime formazioni beat e rock ed esibendosi qualche anno dopo come cabarettista nel Club "Instabile" della sua città. Attore televisivo e cinematografico, è uno dei protagonisti della nuova comicità televisiva inaugurata nel 1984 dal programma Drive In, con personaggi quali il Paninaro, il Cucador, il Soldato di leva. Amico di vecchia data di Beppe Grillo, grazie a lui era arrivato al programma di Antonio Ricci: "...È stato lui a farmi conoscere Antonio Ricci quando avevo deciso di abbandonare il mondo della comicità perché, arrivato a 33 anni, non ero ancora riuscito a sfondare. Io non ero convinto di fare Drive In, ma l'alternativa era tornare a Genova in cassa integrazione".
La sua attività è proseguita in trasmissioni quali Striscia la notizia, Paperissima e altri programmi televisivi. 
All'attività di attore affianca quella di scrittore e autore di due documentari: Il cerchio sacro dei Lakota (Canale 5), e La vera storia di ombre rosse (Rai 3).

### Attività legate ai nativi americani
L'interesse per le culture dei Nativi americani comincia fin dall'infanzia, in quanto riteneva falsa l'immagine che il cinema western dell'epoca dava dell'indiano cattivo, selvaggio, assassino e delle giacche blu, latrici di civiltà.
Dal 1996 al 2003 prende parte alla Danza del Sole - la cerimonia più sacra dei Nativi delle Grandi Pianure del Nord America - nelle riserve dei Lakota dei Cheyenne River e Rosebud, e nelle Black Hills, le "Colline Nere" del sud Dakota.
Il suo impegno civile e culturale nei confronti dei Popoli nativo-americani viene pubblicamente riconosciuto dall'Ordine dei Frati Minori, commissione Giustizia e Pace e Salvaguardia dell'ambiente, con la seguente motivazione: "Riconoscimento all'attore e scrittore Enzo Braschi per aver contribuito alla giustizia e pace con solidarietà e alla salvaguardia della cultura indigena del Popolo d'America attraverso i suoi libri e la sua persona".
Dopo aver ricevuto una visione, nel 1999, dal capo della Nazione Blackfoot, Rufus Goodstriker (Seen from Afar), riceve il suo nome indiano, Iniumahka, "Bisonte che corre". Dal leader spirituale Bruce Starlight (Nazione Blackfoot) gli viene inoltre concesso di poter pregare con la Chanunpa, la "Sacra Pipa", il più alto simbolo della spiritualità degli Indiani d'America, donata loro da "Donna Bisonte Bianco" in tempi remoti. Dall'apache Mescalero Danny "Many Horses" Rael, nel 2001, riceve il suo secondo nome, Chè Toka Se Eèhi, "Uomo il Cui Spirito si Solleva al di Sopra delle Nuvole", e due penne d'aquila, l'espressione più spirituale per i Nativi americani, l'equivalente di due medaglie d'oro, essendo l'aquila, Wanbli Gleshka, l'emissario del Grande Spirito sulla Terra.
A partire dal 2000 si produce in un'assidua attività di conferenze e conduce seminari sulla cultura dei Nativi americani, sui cerchi nel grano, sulle Nazioni delle Stelle (ossia gli alieni), sulle profezie Hopi e Maya relative al 2012, sia nel nostro Paese che all'estero.

## Filmografia

### Cinema
- Italian Fast Food, regia di Lodovico Gasparini (1986)
- Animali metropolitani, regia di Steno (1986)
- Vogliamoci troppo bene, regia di Francesco Salvi (1989)
- Ragazzi della notte, regia di Jerry Calà (1995)

### Televisione
- Drive In (Italia 1, 1984-1988)
- Natale a Studio 5 (1986) (Canale 5, 1986)
- Festival di Sanremo 1988 con il gruppo dei Figli di Bubba (Rai 1, 1988)
- Bellezze al bagno (Canale 5, 1989)
- Odiens (Canale 5, 1989)
- Striscia la notizia (Canale 5, 1990-1994)
- Paperissima (Canale 5, 1990-1995, 1998-1999)
- Estate 5 (Canale 5, 1991)
- I tre moschettieri (Canale 5, 1991)
- L'Odissea (Canale 5, 1991-1992)
- Buon compleanno Canale 5, assieme alla figlia Giulia (Canale 5, 1992-1993)
- Collaborazione come autore all'album Millennio di Eugenio Finardi (1992-1993)
- Autore del documentario Il cerchio sacro dei Lakota (Canale 5, 1992-1993)
- Vai forte papà, assieme alla figlia Giulia (Canale 5, 1993) (1993)
- autore del documentario La vera storia di Ombre Rosse (Rai Tre, 1993)
- Unometeo (Italia 1, 1993)
- Belli freschi (Canale 5, 1993)
- Medicina a confronto (Rete 4, 1993-1995)
- La sai l'ultima? (Canale 5, 1994)
- Striscia la notizia nei panni del Prof. Renato Dulbecco (Canale 5, 1999)
- Striscia la notizia come testimone (Canale 5, 2000-2004)
- Stupido Hotel (Rai 2, 2003)[7]
- Sogni (Rai 1, 2004)
- La sai l'ultima Vip? (Canale 5, 2004)
- Benedetti dal Signore (Canale 5, 2004)
- Verissimo, assieme alla figlia Giulia (Canale 5, 2005)
- Wild West (Rai 2, 2006)
- Italia sul due - Giovani, assieme alla figlia Giulia (Rai 2, 2007)
- Voyager (Rai 2, 2007, 2009)

## Opere
- Il Popolo del Grande Spirito, (1986) - Mursia Ed.
- I Braschi satanici, (1989) - Vallardi Ed.
- L'ultima trasferta, (1992) - Theorema Ed.
- I dolori del giovane Braschi, (1994) - Mondadori Ed.
- M'è preso un'accipicchia, (1995) - Zelig Ed.
- Sono tra noi, (1995) - Mursia Ed.
- Il cerchio senza fine, (1997) - Mursia Ed.
- Questa Terra è la madre di tutti, (2000) - Idea Libri Ed.
- Vicini alla Creazione, (2000) - Idea Libri Ed.
- Il Sentiero del Cielo, (2002) - Idea Libri Ed.
- Figli del Tuono, (2004) Idea Libri Ed.
- Lo Zen e l'arte di non rompere le scatole, (2008) - Barbera Ed.
- 2012 l'anno del contatto, (2010) - Barbera Ed.
- 2013 L'Alba della Nuova Era, (2010) - Verdechiaro Ed.
- L'Albero di Nuvola, (2012) - Uno Ed.
- La Conoscenza Segreta degli Indiani d'America, (2012) - Verdechiaro Ed.
- Mi chiamo Bisonte Che Corre, (2014) - Verdechiaro Ed.
- Oltre, (2019) - Verdechiaro Ed.
- La Dea dei Golosi, (2019) - Verdechiaro Ed.
- L'Ultima Donna, (2021) - Verdechiaro Ed.
- Di Terra e di Luce, (2022) - Verdechiaro Ed.
- Il Sangue non dimentica, (2023) - Verdechiaro Ed.
- Io Ricordo, (2023) - Verdechiaro Ed.
- Semi di Stelle, (2024) - Verdechiaro Ed.
- Zimba, (2024) - Verdechiaro Ed.
- Diario di un Sognatore, (2025) - Verdechiaro Ed.